# Hymnos
Hymnos is een compositie voor orgel en symfonieorkest van Giacinto Scelsi uit 1962. Het is een eendelig werk, dat in de verste niet lijkt op een hymne. Scelsi paste deze tegenstelling vaker toe in zijn composities. Hymnos heeft bijvoorbeeld geen melodie, geen maatindeling en geen punt waarnaartoe wordt gewerkt. Bovendien bestaat de compositie maar uit drie tonen. Beginnend met een unisono D, die langzaam oplost naar unisono F en dan besluit op de unisono Bes. Scelsi ging daarbij dan weer niet uit van één toon D, maar van een toon D; dat wil zeggen dat de klank van die D zich bevindt tussen een ½ toon lager en een ½ toon hoger, de zogenaamde microtonen, voor elk instrument een andere microtoon. Dat geeft een vervreemdend effect, want het oor, dat getraind is op westerse muziek, probeert de klanken te corrigeren naar dé juiste toon D, maar die is er niet en die komt er dan ook niet. De drie gebruikte tonen wijzen op het Bes-majeur-akkoord, maar dat wordt zo te horen nergens gespeeld, ook niet als slotakkoord.
De compositie is opgebouwd als de branding aan de kust. golven komen op je af en ebben weer weg. Combinaties van muziekinstrumenten zorgen voor een constante wisseling in de klank. Hoge golven worden vertegenwoordigd door de pauken en percussie. De hoogste golf komt aan rond de 9:30 als een langzame roller, die uiteindelijk stuk slaat op de kust. De muziek trekt zich daarna terug.
Als alles wijst op een muziekstuk, dat geen hymne is waarom dan toch deze titel? Aan de partituur schijnt ook al niets te zijn van een gedragen stuk muziek in "mooie" akkoorden. Toch komt bij beluistering rond de 7e minuut bij een inzet van de trombones ineens een korte hymne tevoorschijn en ook vlak voor het eind is er een stukje hymne. Iets dat muziektheoretici moeilijk aan de hand van de partituur konden verklaren.
Voor het werk is een aparte opstelling van het orkest noodzakelijk. Twee gelijke orkesten zitten links en rechts op het podium. Daartussen dus het orgel, de pauken en de rest van het slagwerk.

## Bron en discografie
- Uitgave Mode Records: Juan Pablo Izguierdo met het Carnegie Mellon Orchestra